# Cielo piombo
Cielo piombo è un singolo del gruppo musicale italiano Linea 77, pubblicato il 20 settembre 2019 come terzo estratto dal quinto EP Server sirena.

## Descrizione
Il brano è stato realizzato con la partecipazione del cantautore Samuel, frontman dei Subsonica, ed è stato quello che ha richiesto più gestazione tra gli altri cinque contenuti nell'EP, in quanto i cantanti Nitto e Dade hanno speso molto tempo per la stesura del testo (il ritornello ha invece richiesto pochi minuti).

## Tracce
1. Cielo piombo (feat. Samuel) – 3:45